# Charles Laurent (syndicaliste)
Pour les articles homonymes, voir Charles Laurent et Laurent.
Charles Laurent, né le 18 mars 1879 à Paris, mort le 10 juillet 1965 à Saint-Germain-en-Laye, est un syndicaliste et homme politique français. C'est un des pionniers du syndicalisme dans la Fonction publique. 
Résistant très actif, il est nommé membre de l'Assemblée consultative provisoire en 1943, à Alger, et le demeure à Paris (1944-1945).

## Biographie
Charles Laurent entre en 1899 comme expéditionnaire à la Caisse des dépôts et consignations. L'année suivante il est titulaire d'un capacité en droit. Rédacteur en 1908, sous-chef de bureau en 1918, il est chef de bureau en 1930. Cette carrière professionnelle se double d'un militantisme syndicaliste, au début du XXe siècle, alors que le droit syndical n'est pas reconnu aux fonctionnaires.

### Syndicalisme
En 1908, il est secrétaire d'un « Comité d'études des associations professionnelles des employés de l'État, des départements et des communes » qui regroupe 140 000 membres. L'année suivante, en décembre 1909, sous son impulsion ce comité d'études se transforme en une Fédération des fonctionnaires, la « Fédération nationale des associations professionnelles des employés de l'État ». À la veille de la guerre cette organisation regrouperait 200 000 adhérents sur environ 450 000 agents des catégories concernées par cette Fédération. Charles Laurent était aussi adhérent au Parti socialiste. Réformé, il n'est pas mobilisé en 1914, mais il est ensuite affecté comme payeur aux armées, restant en Région parisienne.
En 1919, proche des thèses défendues par Léon Jouhaux, il incite les Associations professionnelles à se transformer en syndicats et soutient l'adhésion de la Fédération générale des fonctionnaires (FGF) à la Confédération générale du travail (CGT). Lors de la scission syndicale qui intervient en 1921-1922, il prône tout d'abord l'autonomie de la FGF pour préserver son unité, jusqu'en 1928, avant de lui faire rejoindre la CGT, où elle est une des principales fédérations. Secrétaire général de cette Fédération depuis 1909, il le reste jusqu'en 1945, avec comme principal adjoint Pierre Neumeyer. Il est un des artisans, côté « confédérés » de la réunification syndicale de 1935-1936. En 1938 la Fédération générale des fonctionnaires, qui en fait est le regroupement de plusieurs fédérations internes à la CGT (Administration générale, Air-guerre-marine, Économie nationale, Enseignement, Finances, Travaux publics) compte 325 000 membres, 155 syndicats diffusant un journal La Tribune des fonctionnaires, dont Charles Laurent est un des principaux rédacteurs.

### Résistance
Dès 1940 il est parmi les syndicalistes qui s'opposent au régime de Vichy. Membre du Comité d'études économiques et syndicales qui regroupe les syndicalistes de la CGT sur une ligne résistante, il est un des fondateurs du mouvement Libération-Nord. En mai 1941, avec Pierre Neumeyer, Christian Pineau et Louis Saillant, il rencontre des délégués de Benoît Frachon, René Bontemps et Maurice Langlois, première amorce d'une possible reconstruction syndicale. Au début de 1943 il participe à la préparation des accords du Perreux. Il est membre du Conseil national de la Résistance (CNR). Il gagne Londres peu après puis Alger où il est délégué par le mouvement Libération-Nord pour siéger à l'Assemblée consultative provisoire. Il y est confirmé en novembre 1944 et y demeure jusqu'au terme de celle-ci en août 1945. Nommé commissaire du gouvernement à la Banque de l'Union parisienne, siégeant au conseil général de la Banque de France (de 1939 à 1963) , il abandonne ses responsabilités syndicales lors de la création de l'Union générale des fédérations de fonctionnaires (UGFF-CGT), dont le poste de secrétaire général est dévolu à Alain Le Léap.
Médaillé de la Résistance avec rosette, il était officier de la Légion d'honneur. Il préside le Comité d'action de la Résistance de 1957 à 1963.

## Sources
- Notice « Charles Laurent », par Jean Maitron & Claude Pennetier, Dictionnaire biographique du mouvement ouvrier français (Le Maitron), notice en ligne.
- René Bidouze, Les Fonctionnaires, sujets ou citoyens ?, éditions sociales, 1979
- Jeanne Siwek-Pouydesseau, Le Syndicalisme des fonctionnaires : jusqu'à la guerre froide, 1848-1948 (Histoire politique), Villeneuve-d'Ascq, Presses universitaires du Septentrion, 1989, couv. ill. en coul., 342, 24 cm (ISBN 2-85939-342-0 et 9782859393427, OCLC 300634422, BNF 35026178, SUDOC 00147491X, présentation en ligne)